# 林孝矩
林孝矩（日语：／ Hayashi Takanori */?，1938年3月8日—2022年9月3日），日本政治人物，公明黨党员。曾任众议院议员。

## 生平
1960年毕业于关西大学法学部。曾任《聖教新聞》记者、创价学会理事、公明党学生局局长等职。1969年12月后，连续当选众议院议员。2022年9月3日因心臟衰竭在奈良县生駒市的医院逝世。